# Douglas Haig-szobor
A Douglas Haig-szobor London belvárosában áll. Douglas Haig tábornok az első világháború alatt előbb a Brit Expedíciós Haderő I. hadtestének, majd 1915-től a brit erők főparancsnoka volt a nyugati fronton. Szobrát 1937. november 10-én leplezték le.

## Története
Haig szobrának felállítására 1928. január 29-én, egy héttel a tábornok halála után tett javaslatot Stanley Baldwin miniszterelnök. A parlament egyetértett az elképzeléssel. A szoborállítás feladatát Sir Lionel Earle és a munkaügyi hivatal kapta meg, amely London valamennyi köztéri szobrát és emlékművét, valamint a királyi parkokat felügyelte. Earle a Királyi Szépművészeti Bizottságot (Royal Fine Art Commission) bízta meg. Csak a helyszínt jelölte ki a Whitehallban.
A zárt körű pályázaton Gilbert Ledward, Alfred Hardiman és William Macmillan szobrász vett részt. A győztes Hardiman, és építésze, S. Rowland Pierce lett. A döntés után megjelent Haig tervezett lovas szobrának vázlata a The Times című lapban, és rögtön vitát kavart, amelynek középpontjában a ló állt. Sokan úgy érezték, hogy a klasszikus, idealizált csataló, amelynek inspirációját a reneszánsz idején megformált hátasok jelentették a szobrásznak, nem illik a 20. századi lovasságról alkotott képbe, ráadásul Haig, akit a közvélemény egy része somme-i mészárosnak tartott és nevezett, hősies pózban jelenik meg általa. Haig felesége is a kritizálók között volt, azt kérdezve, miért nem saját lován, Popheringén ábrázolják a tábornokot. Hardiman átdolgozta a tervet. A szobrot végül 1937. november 10-én leplezte le Henrik gloucesteri herceg. A bronz lovas szobor 4,2 méter magas és 3,8 méter hosszú, kőtalapzata 3,5 méter magas.